# 和声

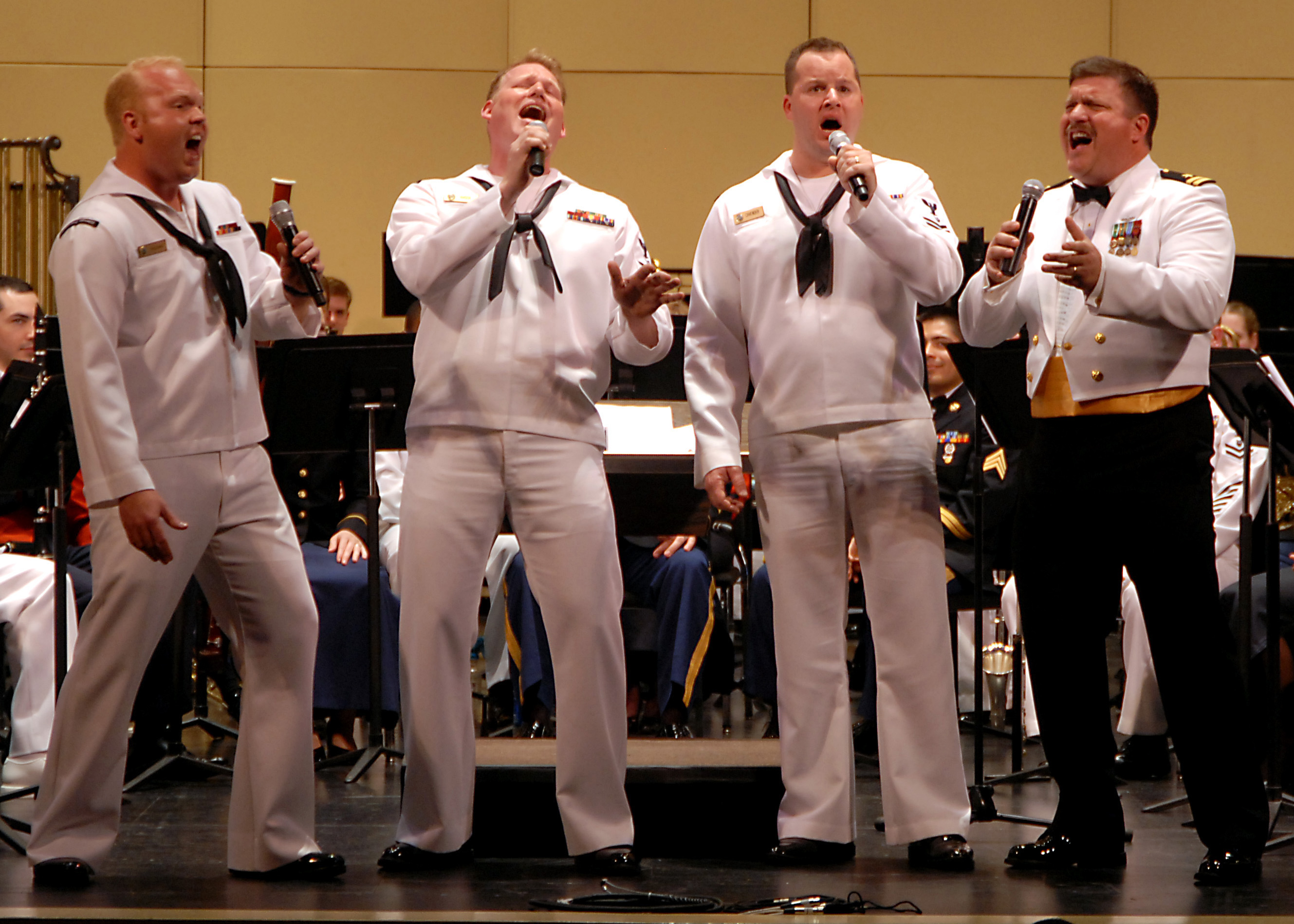
男声四重唱（バーバーショップカルテット）

和声（わせい、英語: harmony）は、西洋音楽の音楽理論の用語で、和音の進行、声部の導き方（声部連結）および配置の組み合わせを指す概念である。
西洋音楽では、メロディ（旋律）・リズム（律動）と共に音楽の三要素の一つとされる。

## 概要
狭義の和声は16世紀末のヨーロッパ大陸で起きた通奏低音奏法に端を発し、ジャン＝フィリップ・ラモーの「自然の諸原理に還元された和声論」によって三和音が定義され、ヨハン・フィリップ・キルンベルガーがローマ数字による和声分析を1774年に創始したことで始まった。フーゴー・リーマンによって創始された「機能和声理論」、ハインリヒ・シェンカーによる「シェンカー理論」、日本独自の和音記号を用いた「芸大和声」も、元をたどればラモーとキルンベルガーに端を発する。
フーゴー・リーマンに始まりヴィルヘルム・マーラーが1931年に完成させた機能和声理論は日本の和声の教科書で補足的に述べられていることがある。機能和声理論は、ラモーがカデンツの法則で示したトニカ、ドミナント、サブドミナントのそれぞれ個別の「機能」により着目するものである。調性の前後関係における機能に着目して分析がなされるため「対和音」という概念がある。
クラシック音楽における古典派の音楽は、声部配置の必然性に基づいている。和音の連結のみならず、対位法の影響を大きく受けている。和音を混声四部合唱による構成と見なし、その各声部の旋律的な独立性も重要視されているのが、この時代の和声の特徴である。また、この時代の和声では、声部の導き方も非常に重要視されているのも大きな特徴である。たとえば、導音は主音に解決し、和音の第7音、第9音、第11音、第13音は予備されたり特定の和声音に解決したりする。このような、各声部の独立性や動きに重点をおいて作曲する方法を声部の書法（英語: part writing）という。このため、古典派後期までに絞って教程を執筆することは現在でも行われている。
ローマ数字による和声分析として知られる「段階理論」はゴットフリート・ヴェーバーが1832年に完成させた。パリ音楽院方式の和声教程はアンリ・ルベルによって1862年に完成させたが、日本ではルベルの教程を親切にしたテオドール・デュボワのほうがよく知られている。機能和声理論はヴィルヘルム・マーラーが1931年に完成させた。
明治時代に日本の翻訳家は「和声学」と「和声法」の両者を混在させた。その後、ローマ数字による和声分析と機能和声理論を折衷させた芸大和声が出版されると、一斉に「学」も「法」も抜いて「和声」と呼ばれるようになった。現在の東京芸術大学で使われている和声の教科書も「新しい和声」と題され、学あるいは法は見られない。
なお、ヨーロッパで提唱された和声理論から派生しリディアン・クロマティック・コンセプトとアッパー・ストラクチャーによって完遂された現代のポピュラー音楽における和声については「ポピュラー和声」を参照のこと。

## 歴史

### 古典派まで
13世紀ごろから、ある旋律に対して1つまたは2つ以上の旋律を同時に奏でて音楽を作ることが行われるようになった。この作曲法・作曲理論を対位法（英語: counterpoint）という。対位法では、ある旋律が他の旋律に従属するのではなく、それぞれが独立した旋律と感じられるように工夫する。
ルネサンス期（15世紀 - 16世紀）になると、和音が意識されるようになった。対位法による楽曲でも複数の旋律が奏でられるとき、ある部分を縦に切り取ってみると、音の積み重ねとしての和音が存在していると機能和声理論の初動者は分析した。しかしこのような現象を和声として感じることは最も保守的だったローマでは御法度であった。しかし、やや緩かったヴェネツィアではオルガンが二重合唱に加わったことで、和音と和音との連結によって音楽を創るという発想が徐々に対位法理論を侵食するようになっていった。
その後、和音同士をいかに連結すべきかという法則が模索され、ラモーによりカデンツ（和声終止形）の法則が提唱された。J.S.バッハとその一族はラモーの原則に意識的にはなんら従っていないことが文献上から確認できるが、結果的にはおおむねカデンツの法則に従っている。こうして、フランスとドイツの和声理論はラモー以後二分されてゆく。三和音の転回形の理解においてはキルンベルガーとラモーは全くの同一であったが、ヴェーバーが大文字と小文字の両方のローマ数字をIからVIIまで階段のように並べてから、フランスとドイツの和声理論に決定的な亀裂が生じた。
古典派（18世紀後半から19世紀初頭）の時代になると、カデンツの法則に則った和音の連結が至上のものとされるようになった。

### 近代の和声
前期ロマン派（19世紀中盤）、つまりフレデリック・ショパン、フランツ・リスト、ロベルト・シューマン等が活躍した時代には、遠隔調への頻繁な内部転調が好んで用いられるようになった。減七の和音や、ポピュラー音楽でいうところのテンション・ノートが多く用いられるようになった。
後期ロマン派（19世紀末期）、つまりトリスタン和音を媒介したリヒャルト・ワーグナーやその後継者であるアントン・ブルックナー、グスタフ・マーラー、リヒャルト・シュトラウス等が活躍した時代には、内部転調が頻繁となって調性感が希薄となり、音の跳躍進行が頻繁になり、リズム感が薄れ、ついには調性を感じられなくなった。16世紀ヨーロッパに端を発した調性はこうして崩壊に向かった。
印象派（19世紀末期～20世紀初頭）になると、クロード・ドビュッシーが旋法（モード）の手法を導入した。教会旋法をより発展した形で用いたり、全音音階といったある法則性に基づく音階を創作し、旋律や和音をその音階を用いて構成するという手法を用いた。俗に色彩和声と言われる。
近代音楽の和声に古典派で厳密に制御された規則は存在しないが、独自に教程に組み込んだ理論家は存在する。

### 現代の和声
現代（ここでは20世紀初頭～現在21世紀）においては、20世紀初頭に調性が崩壊し、新ウィーン楽派による無調の音楽が出現した。これに対しバルトークは「中心軸システム」、ヒンデミットは独自の理論による「拡大された調性」を使い、中心音の調的支配力の中で12音の半音階を駆使した。オリヴィエ・メシアンは旋法と色彩を対応させた独自の和声法を展開した。そのほか手法の面において様々な試みがなされていて、例えば、複調、多調、多旋法、移調の限られた旋法、十二音技法、音列作法、雑音、微分音や非平均律などが挙げられる。これらは必ずしも和声の手法のみを指すものではなく、実際の楽曲では対位法や非対位法・非機能和声法・色彩和声法等が融合している。
それぞれの手法・楽曲にはその場その場の和声法が存在しており、その理論を統一して語ることは極めて困難である。またこれらを総合して音響作曲法とも言われる。その直接の始まりは調性崩壊からと言われ、また電子音楽の影響を多分に受けている。現代の音楽の和声は一人一派であることを証明した教本はある。

## 和音の機能と進行
世界のほとんどの和声の教科書では、「ローマ数字による和声分析」と「パリ音楽院方式和声教程」と「機能和声理論」の三つを折衷させて和声を説明することがよく行われている。

### 和音の機能

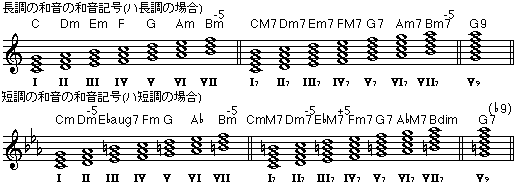
譜例：和音記号（和音の下） 和音の上はコードネーム（参考）である。

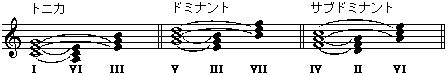
譜例：各機能の和音と代理和音

音階の主音を根音とする三和音（主和音、和音記号で I）の機能をトニカ（またはトニック）、 主音の5度上の属音を根音とする三和音(属和音、V)の機能をドミナント、主音の5度下（４度上）の下属音を根音とする三和音(下属和音、IV) の機能をサブドミナントという。
トニカ（トニック）
（英: tonic, 伊: tonica f, 独: Tonika f, 仏: tonique f）
和声の中心となる機能である。この和音が鳴らされるとき、「落ち着き」「解放」「解決」「弛緩」といった印象を与える。楽曲の最後はトニカで終わる。 I のほか、 VI も I の代理の時、トニカの機能を持つ（ドミナントから VI に終止する終止形は偽終止という）。 III もトニカの機能を持つことがある。
代理和音とは、ある和音の代わりに使われる和音で、似た響きを持ち、ほぼ同じ機能を持つ和音のことである。代理和音は、元の和音の3度上、または3度下の和音がよく使われる。なぜなら、3度関係にある和音は三和音の構成音3音の内2音が同じだからである（3度関係にある2和音の、下の和音の第3音は上の和音の根音に、第5音は第3音に一致するのである）。
ドミナント
（英: dominant, 伊: dominante f, 独: Dominante f, 仏: dominante f）
トニックの5度上の和音であり、トニックとは対照的に、「緊張」した印象を与える。トニックに移行しようとする力が強い（トニックに移行するように緊張が解ける方向で移行することを解決と呼ぶ）。 V に第7音を加えて V7の和音で現れることが多く、 V9の和音もよく用いられる。また、 III や VII も V の代理の時、ドミナントの機能を持つ。
サブドミナント
（英: subdominant, 伊: sottodominante f, 独: Subdominante f, 仏: sous-dominante f）
トニックの5度下、すなわち4度上の和音である。ドミナントほど強くないが、トニックに比べれば「緊張」した印象を与える。「発展」「外向的」な印象が強い。ドミナントに移行するか、トニックに解決する。 II や II7は、 IV とともに非常によく使われるサブドミナントである（ただし、 II はトニカには移行しない）。また、 VI が IV の代理和音としてサブドミナントの機能を持つことがある。トニックの5度下であるので、ドミナントとは逆方向の和音であると考えられる。いいかえると、サブドミナントのドミナントはトニックであるという考えが成り立つ。また、教会音楽などではいったんトニカに解決した後、再び IV に移行し I に戻るという技法が良く使われる（変終止、アーメン終止などと呼ばれる）。また、ドミナントに行かず、トニックに行くような和音をサブドミナントと分け、プラガルと呼ぶ場合もある。

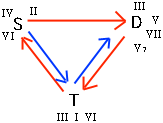
各機能の関係

ドッペルドミナント
（独: Doppel + 英: dominant（日本ではこの読み方がある）; 英: double dominant, 伊: doppiodominante f, 独: Doppeldominante f, 仏: double-dominante f）
ドッペル（独: Doppel）とはドイツ語で“二重”を意味し（英: doubleと同語源）、ドミナントのドミナントである。 V の V であって、音階の ii 度音を根音とする長三和音、または属七、属九の和音であり、 II の第三音（ハ長調ならファの音）を半音あげたものである。このことから、ドミナントに移行する II の和音をドミナントへのドミナントと考えることもできる。同様に、ドミナントに移行する IV を II の代理和音とする理論書もある。一般にはドッペルドミナントの機能とサブドミナントとは同一視される。
このように、サブドミナントのドミナントはトニックであり、ドミナントのドミナントがサブドミナントであるので、トニック、ドミナント、サブドミナントは正三角形を成すことになる。

### カデンツ
（英: cadence, 伊: cadenza f, 独: Kadenz f, 仏: cadence f）
機能和声においては、Tに戻ることで一段落となる。言い換えると、和音の移り変わりは、Tから他の機能に移行して、またTに戻るまでがひとまとまりである。このひとまとまりをカデンツという。
機能和声においてDは、Tへ移行する力が強いので、Sには移行しないのが原則である。TとSはいずれの機能にも移行する。このことを考えると、カデンツは、
- T→D→T
- T→S→D→T
- T→S→T

の3種のいずれかとなる。
注)パウル・ヒンデミットの「和声学I&II」と林達也の「新しい和声」では、ドミナントからサブドミナントへ進む例外にも言及がある。DからSへの進行を考慮に入れるならば、上記に
- T→D→S→Tのカデンツが加わることとなる。実際の音楽においては、他のカデンツに比べて少ない。

### 進行
「進行」とは、ある和音からある和音に移行することである。
古典的な和声学において、和音記号ごとに可能な進行を考えると、次のようになる。
1. I は、すべての三和音とII7、V7、V9に進行することができる。
2. II は、V (7.9) にのみ進行することができる。
3. TのIIIは、IかVI→III→IVという進行の中でのみ使われる。DのIIIは、TのIかVIに進行する。
4. IVは、I、II (7) 、V (7.9) に進行する。
5. V (7) は、TのIかVIに進行する。
6. TのVIは、Iを除くすべての三和音とII7、V7、V9に進行することができる。
7. VIIは、IIIに進行する。

（以上の規則はあくまで原則であり、絶対的なものではない。転調進行を初めとした様々な例外規則が存在するうえ、実曲中では無視されることもある）
V7以外の7の和音は、その和音の第7音を前の和音から保留して導くことができ、その第7音を次の和音で保留または2度下降させることができるならば、三和音の代わりに使うことができる場合が多い。

### 反復進行
同じ進行パターンを反復しながら同方向、同間隔で移高するものを「反復進行」と呼ぶ。ドイツ語「ゼクヴェンツ」(Sequenz)に由来して「ゼクエンツ」とも呼ばれる。
例として、
- (I→IV)↑(II→V)↑(III→VI) （正進行2度上行型）
- (VI→II)↓(V→I) （正進行2度下行型）
- (V→IV)↓(IV→V)↓(III→IV) （準正進行2度下行型）
- (I→V)↓(VI→III)↓(IV→I) （変進行3度下行型）（パッヘルベルのカノンなどに見られる。）

などがある。

### 借用和音
上述のドッペルドミナントと同様に、V以外の和音に関しても、その和音を主和音とする調の属和音群を用いることが出来る。例えば、ハ長調において、VIのV7であるミ - ソ＃ - シ - レや、ⅡのV9の根音を省略した形（またはVII7）のド＃ - ミ - ソ - シ♭等である。
また、長調において、同主短調の和音を用いることもある。ハ長調において、ハ短調のVIであるラ♭ - ド - ミ♭や、ハ短調のV9であるソ - シ - レ - ファ - ラ♭等である。
このように、他の調の和音を用いることを借用和音と呼ぶ。

### 声部
古典的な和声学では、和音の進行にあたって各音を構成するパートの動きが重要であると考える。このため、和声学の実習においては、混声四部合唱の編成、すなわち、ソプラノ、アルト、テノール、バスの4声部を使用する。これを四声体という。これらの4声部の動きと、それら相互の関係がスムーズであることが求められる。
1. ある2つのパートの動きが、同方向であるとき、並行という。逆方向であるとき、反行という[15]。（定義）
2. 各パートは、それぞれの声域の中で動く。すなわち、ソプラノは中央ハから、アルトはその下のヘから、テノールは中央ハのオクターブ下から、それぞれ2オクターブ弱（1オクターブと長6度）の音域で動き、バスは、中央ハのすぐ上のホから2オクターブ下のホまでの音域で動くように書かれる。（和声学における一般的な規則）
3. 各パートは、離れすぎない。隣り合う各パートの音程はオクターブまでである。ただし、テノールとバスは1オクターブと完全5度までである[16]。また、上のパートが下のパートより下がることは、避けられる。（和声学における一般的な規則。実曲中では例外あり）

### 限定進行
各パートの動きの中で、この音はこの音に進行しなければならないとするものが古典的な和声学にはある。主なものは次の通りである。なお、あくまで原則であり、例外規則や補則も存在し、実曲中では無視されることもある。
1. V (7) の第3音は、Tに進行するとき、2度上行しなければならない[17]。
2. V7の場合、第7音は2度下行しなければならない[17]。
3. 7の和音、9の和音の第7音や9の和音の第9音は、次の和音に進行するとき、2度下行する（解決という）か、同じ音に留め置かれる[18]。
4. V7を除く7の和音の第7音、前の和音の同じ音から留め置かれる。これを予備という。したがって、そのような音を持たない和音から7の和音、9の和音に進行できない[19]。

### 禁則
古典的な和声学で、避けるべき、また禁止とされる動きは数多くあるが、重要なものは次の2つである。
連続（平行）1 (8) 度
ある2つのパートが、連続する2つの和音の間で、続けて完全1度または完全8度になることを連続（平行）1 (8) 度といい、禁止される（このような進行は実際の音楽ではよく見かけるので不思議に思われるが、和声的に「異なる2つのパート」であるとき禁止されるのであって、和声的にひとつのパートと考えられるときには問題とならない）。したがって、限定進行をする音は、基本的には同時に2パートで鳴らすことはできない（限定進行をすると連続1 (8) 度になるため）。
連続（平行）5度
ある2つのパートが、連続する2つの和音の間で、続けて5度になっていて、しかも平行して完全5度に到達することを、連続（平行）5度といい、禁止される（実曲中ではモーツァルト5度を含む一部例外あり）。反行である場合、また、後続音程が完全5度以外の5度である場合には、平行5度と呼ばず、問題とならない。

## 各国の和声の学習法

### フランスのパリ国立高等音楽・舞踊学校式学習
発祥地のフランスのみならず、スペイン、イタリア、日本でも用いられるスタイルである。アンリ・ルベルによって高められた自然の諸原理に還元された和声論の学習にあたっては、基礎理論と和声の禁則及び原則を学び、課題の実習によって技術と古典音楽における音楽的感性を会得する。アンリ・ルベルはローマ数字や大文字アルファベットの完全な撤廃に進み、テオドール・デュボワもローマ数字による説明は少々ある程度で、教程のほとんどはアラビア数字のみで進む。
課題は、四声体の内1声部が与えられ、学習者が残り3声部を埋めて完成するもので、課題はソプラノもしくはバスの旋律が与えられる。ソプラノが与えられるものをソプラノ課題、バスが与えられるものをバス課題という。日本の音楽大学では、作曲学科あるいは作曲理論学科作曲専攻などの入学試験においてこれらの和声課題を出題している。大学や専攻によって、アンリ・シャランやポール・フォーシェの、いわゆる「フランス和声」と呼ばれるパリ国立高等音楽院のスタイルに準じた模倣形式やフガートのレヴェルまで要求されるものから、通奏低音奏法に準じたものまで出題難易度は大学によって様々である。パリ音楽院式記号で貫徹されたマルセル・ビッチュの「調性和声概要」が日本語版およびフランス語版のどちらも入手でき、現在も高い評価を保っている。フランスの音楽家は「ローマ数字による和声分析」や「機能和声理論」を忌避し、ジャン・フィリップ・ラモーの「自然の諸原理に還元された和声論」の後継者とみずからをみなしていた。21世紀に入っても、新しい教本が出版され続けている。

### ドイツのミュンヘン音楽演劇大学式学習
キルンベルガーの提唱した「段階理論」は近代ドイツで記号を変えて「機能和声理論」として進化した。発祥地はドイツのミュンヘンで、日本には定着せず原則的にはドイツ語圏とロシア語圏のみで通用したスタイルである。ギュンター・ビアラスがヴィルヘルム・マーラーの本を補足したことがきっかけである。
機能和声理論はドイツの音楽大学で入試に用いられているが、この様式による和声課題は日本の音楽大学では出題されていない。邦訳されたマーラー式記号を用いた本は、ディーター・デ・ラ・モッテの「大作曲家の和声」とルートヴィヒ・ヤール・ヴェーバーの「演奏のための和声法入門―理論・実践・解答」しかないため、よく日本の留学生は苦労する。90年ほどヴィルヘルム・マーラーの教科書がドイツ国内で使用されていたが、現在は同内容が記されたReinhard Amonの「Lehr- und Handbuch zur Funktionstheorie und Funktionsanalyse」が通販で比較的容易に手に入り、譜例もヴィルヘルム・マーラーのように別刷にしておらずコンピュータ出力印字のため視覚的にわかりやすい。
近年では、機能和声理論を土台としながら複数の理論を参照する教本もある。2023年に入り、T, DあるいはSを援用した教本も日本で出版されたが、ヴィルヘルム・マーラーの教科書通りの記号が用いられた翻訳ではない日本語の教科書は、現在日本では一冊も発行されていない。

### 英語圏の音楽の学校における学習

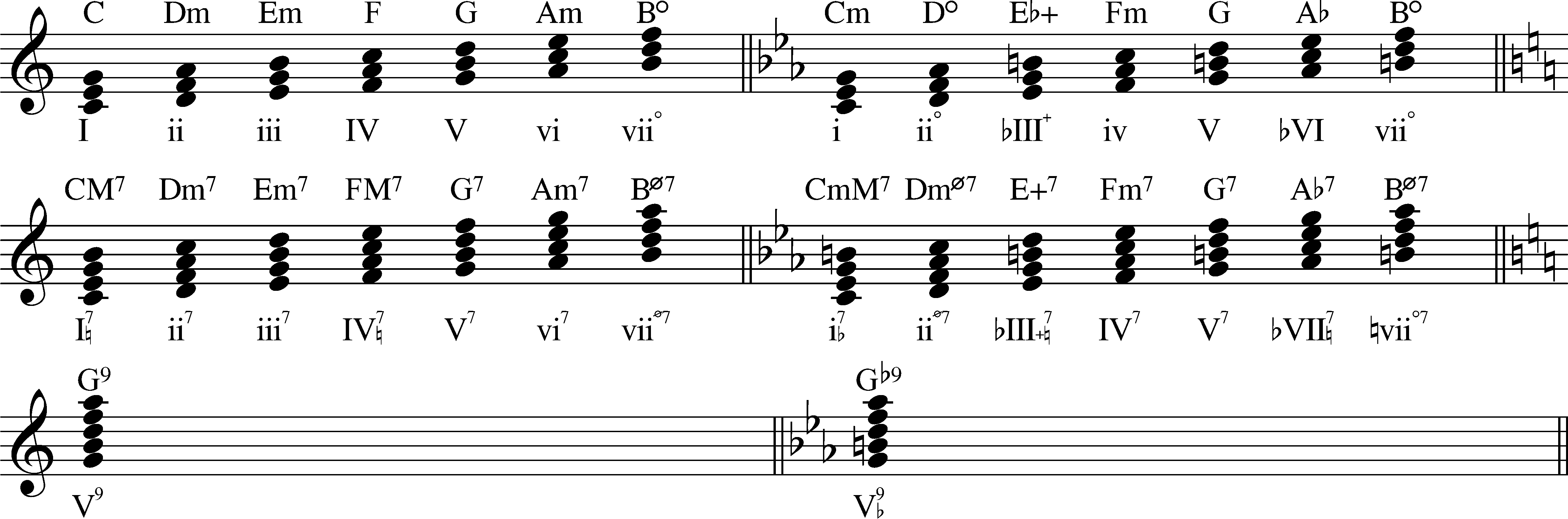
コードネームが併記される例

ローマ数字を使用した煩雑な和音記号は2020年代のドイツとフランスと日本では学習教程から消えたが、ハインリッヒ・シェンカーの数多い弟子達の亡命先のアメリカ合衆国で生き残った。ドイツやフランスで用いられるメソッド以外の和音記号を使用している国にはConcise Introduction to Tonal Harmonyを採用するアメリカ合衆国、Classical Form: A Theory of Formal Functions for the Instrumental Music of Haydn, Mozart, and Beethovenを採用するカナダ、The Complete Musicianを採用するイギリスがあげられる。ウォルター・ピストン、シュテファン・コチュカほかの英語圏の大学で使用されるテキストの和音記号は、ローマ数字による和声分析を拡張した独自のシステムが用いられる。ローマ数字がそのまま使用され、キルンベルガー、リーマン、ヤダスゾーンほかのメソッドを参照している。コードネームの併記がなされる場合もある。
かつての日本の1960年代までの和音記号も、これに近いものが用いられていた時代がある。現代音楽の作曲家スカイ・マックレイが作曲した弦楽四重奏のための「Many, Many Cadences」にはアメリカ合衆国で通用するローマ数字による和声分析の記号がそのまま楽譜に記載されている。Burstein&Strausの「Concise Introduction to Tonal Harmony」とKotskaの「Tonal Harmony: With an Introduction to Post-tonal Music」は現在もローマ数字による和声分析を守り続けている。